# تينا كولين
تينا كولين (بالإنجليزية: Tina Cullen)‏ هي لاعب هوكي الحقل بريطانية، ولدت في 1 مارس 1970.

## وصلات خارجية
- تينا كولين على موقع أوليمبيديا (الإنجليزية)
- تينا كولين على موقع اللجنة الأولمبية البريطانية (الإنجليزية)
- تينا كولين على موقع اتحاد ألعاب الكومنولث (مؤرشف) (الإنجليزية)